# Julian Andretti
Julian Andretti (ur. 12 października 1970 w West Covina) – amerykański aktor, producent, scenarzysta i reżyser filmów pornograficznych.

## Życiorys

### Wczesne lata
Urodził się w West Covina w Kalifornii w rodzinie pochodzenia chilijskiego, libańskiego i latynoamerykańskiego jako drugi z sześciorga dzieci. Dorastał w Everett w Waszyngtonie. W 1988 ukończył La Jolla High School w La Jolla. W latach 1988–1994 służył w United States Marine Corps jako sierżant. Był weteranem wojny w Zatoce Perskiej. Studiował na Pepperdine University w Malibu.

### Kariera
W wieku 25 lat wszedł do świata filmów dla dorosłych, pracując jako trener osobisty. Długość jego penisa podczas erekcji wynosiła ok. 23 cm (9 cali). Pod pseudonimem Jordan Rivers po raz pierwszy wystąpił przed kamerą w scenie masturbacji w filmach gejowskich All Worlds Video – Choke 'Em (1996) w roli stażysty Marines, Bi Night Fly (1996) i Hard To Swallow (1997). Następnie wziął udział w scenach fellatio w dwóch filmach biseksualnych w reżyserii Chi Chi LaRue – Fly Bi Night (1997) i Bi Popular Demand (1998), gdzie w jednej z tych scen miał zawiązane oczy. 
Jego zdjęcia były publikowane w magazynach gejowskich takich jak „Freshman” (w lipcu 1996), „Inches” (w sierpniu 1996), „Honcho” (w maju 1997) i „Blueboy” (w lipcu 1997). W styczniu 2000 jego zdjęcia znalazły się na rozkładówce magazynu „Playgirl”. Potem skoncentrował się wyłącznie na scenach heteroseksualnych, biorąc udział w blisko 500 filmach dla dorosłych w ciągu 13 lat, w tym porno parodii serialu Słoneczny patrol – Babewatch 11 (2000). 
W 2000 był nominowany do francuskiej nagrody Hot D’or w kategorii „Najlepszy aktor amerykański” i XRCO Award w kategorii „Wykonawca roku”. 
W 2001 podpisał ekskluzywną umowę z New Sensations i był obsadzony w produkcjach: Hearts & Minds, Innocence, Sweetwater i Naked Eye, a także w Naughty College Schoolgirls i Young As They Cum. Był również objęty kontraktem z Vivid, Metro Pictures, Vivid Entertainment, Vivid, VCA Pictures czy Red Light District. Występował w filmach: Hardcore Bufet Nr.3 – Mercedez (2003) w reż. Chi Chi LaRue, Art Of Anal 3 (2004) i Broken English (2004) z Moniką Sweetheart i Nomi, Piraci (Pirates, 2005), Provocative Passion (2008) z Shy Love, produkcjach Playgirl takich jak Provocative Passion (2006), Longing for Him (2006), Deep Indulgence (2006) i Always on Fire (2007). 
Gościł także w filmie dokumentalnym Fluffy Cumsalot, Porn Star (2003). Od grudnia 2002 gościł w programie telewizyjnym Spice Hotel, w piątek, sobotę i niedzielę wieczorem na Spice Live, poświęconym parom gwiazd pornograficznych. Opuścił branżę porno w 2005, zajął się nieruchomościami i został zastąpiony przez Evana Stone.
W 2006 z Derekiem Dozerem został współwłaścicielem firmy produkującej filmy pornograficzne Twisted Pink i zmienił nazwę na Sudden Impact, po tym jak założycielka Lola przeszła na stronę Naughty America. Pracował dla wytwórni Vivid Video, VCA Pictures, Metro Pictures, Vivid Entertainment, New Sensations, Twisted Pink Video i Pistol Whip Media/Sudden Impact Video.
W 2008 wygrał w rankingu „10 najgorętszych gwiazdorów porno” portalu TheSword.com, a w 2011 zwyciężył w plebiscycie hiszpańskiego portalu 20minutos.es „Najlepsi aktorzy pornograficzni”. W grudniu 2023 zajął drugie miejsce na liście „22 najgorętszych wytatuowanych gwiazd porno” angielskiego portalu AdultVisor.

## Tatuaże
W swojej karierze nabył kilka tatuaży, w tym krzyże maltańskie (po jednym nad każdym napierśnikiem) i wizerunek kobiety. Jego pierwsze tatuaże przedstawiały czarne słońce wokół pępka i drut kolczasty na prawym ramieniu. 

## Życie prywatne
27 maja 2000 zawarł związek małżeński z aktorką pornograficzną Jill Kelly, zrezygnował z reżyserowania, by zostać partnerem i dyrektorem operacji w Jill Kelly Productions ze swoją żoną; oboje przestali uprawiać seks z innymi ludźmi i chcieli założyć rodzinę. W 2002 doszło do rozwodu. 5 marca 2005 poślubił kanadyjską gwiazdę porno Lanny Barby, rozwiedli się w 2007.
Ożenił się z Katie. Mają córkę Briannę (ur. 2011). Osiedlili się w Gallatin w Tennessee. Rios od września 2012 do stycznia 2015 pełnił funkcję kierownika utrzymania obiektu produkcji win Bordeaux JUSTIN Vineyards & Winery w Paso Robles, od lutego 2015 do stycznia 2022 pracował w JR Products, a od stycznia 2022 podjął pracę w dziale holowania firmy Lippert.

## Nagrody i nominacje
| Rok  | Nagroda                         | Kategoria                                 | Film                            | Inni wykonawcy                            | Rezultat  |
| ---- | ------------------------------- | ----------------------------------------- | ------------------------------- | ----------------------------------------- | --------- |
| 2000 | Hot d’Or                        | Najlepszy aktor amerykański               | –                               | –                                         | Nominacja |
| 2000 | XRCO Award                      | Wykonawca roku                            | –                               | –                                         | Nominacja |
| 2000 | XRCO Award                      | Najlepsza scena mężczyzny–kobiety w parze | Nothing to Hide 3 (1999)        | Gwenn Summers                             | Wygrana   |
| 2003 |                                 | Najlepszy aktor – wideo                   | Naked Eye (2002)                | –                                         | Nominacja |
| 2003 | Najlepsza scena w parze – wideo | Aria                                      | Naked Eye (2002)                | Nominacja                                 |           |
| 2003 | Najlepsza scena w parze – wideo | Unforgettable (2002)                      | Jewel De’Nyle                   | Nominacja                                 |           |
| 2004 | AVN Award                       | Wykonawca roku                            | –                               | –                                         | Nominacja |
| 2005 | Grabby Award                    | Najlepsza scena seksu solo                | Str8 Shots (2004)               | –                                         | Nominacja |
| 2005 | AVN Award                       | Najlepsza scena seksu grupowego           | Anal Surprise Party (2004)      | Aria, Cytherea, Flower Tucci i Mari Possa | Nominacja |
| 2005 | AVN Award                       | Najlepsza scena seksu w parze             | Young as They Cum 14 (2003)     | Christie Lee                              | Nominacja |
| 2005 | AVN Award                       | Najlepszy aktor – wideo                   | Cargo (2003)                    | –                                         | Nominacja |
| 2005 | AVN Award                       | Wykonawca roku                            | –                               | –                                         | Nominacja |
| 2006 | AVN Award                       | Najlepsza scena seksu grupowego           | The Villa (2005)                | Janine Lindemulder, Jassie i Evan Stone   | Nominacja |
| 2007 | AVN Award                       | Najlepszy aktor – film                    | Janine’s Been Blackmaled (2005) | –                                         | Nominacja |